# Institute
Institute foi uma banda estatunidense liderada pelo vocalista da banda Bush, Gavin Rossdale. A banda lançou somente um álbum, este intitulado Distort Yourself, de 13 de setembro de 2005, que foi recebido como um trabalho característico de Rossdale no gênero Rock Alternativo ou, mais especificamente, no Pós-Grunge.

## Discografia
- Distort Yourself (13 de Setembro de 2005)

## Singles
- "Bullet Proof Skin" (2005)  #204 - UK Singles Chart, #26 - US Modern Rock, #26 - US Mainstream Rock